# Petr Baran
Petr Baran (zvaný Děda či Dědeček) SDB (8. prosince 1926 Nižní Lhoty – 28. února 2007 Brno), byl český katolický kněz, člen řádu salesiánů a politický vězeň komunistického režimu.

## Životopis
První řeholní sliby skládal v Ořechově v srpnu 1945. Během salesiánské praxe (asistence) v Praze-Kobylisích, byl v dubnu 1950 spolu s ostatními řeholníky internován do Oseku u Duchova. Po pěti měsících nastoupil na vojnu k PTP, kde strávil 40 měsíců. Poté nastoupil jako písař na Vysokou školu báňskou v Ostravě, kde se v dalších letech vypracoval na odborného instruktora pro obor palynologie.
Dne 12. dubna 1957 byl zatčen a odsouzen za protistátní sdružování a podvracení republiky. Po roce a půl byl propuštěn a nastoupil do zaměstnání ve Vítkovických železárnách (montér ocelových konstrukcí). Při zaměstnání tajně studoval a připravoval se na kněžské povolání. Kněžské svěcení mu udělil biskup Štěpán Trochta v prosinci 1967. V září 1969, na pokyn svých představených, zveřejnil svoje kněžství. Brzy potom nastoupil do duchovní správy. Nejdříve jako kaplan do Třebovic u Ostravy a pak jako farář do Pustých Žibřidovic a Nových Losin na Šumpersku. Jeho působení v tomto ateistickém prostředí bylo tak úspěšné, že ho komunistické úřady znovu odsoudily, tentokrát na 8 měsíců vězení.
Po propuštění se přestěhoval do Brna, kde nastoupil jako sanitář do nemocnice u svaté Anny. Odpoledne a večer se věnoval mládeži, byl jí k dispozici pro rozhovory a svátost smíření. Po večerech pak vedl kroužky. Při setkávání se středoškoláky a vysokoškoláky s nim probíral katechismus, asketiku a Písmo svaté. O prázdninách se věnoval duchovním cvičením v přírodě nebo na chalupách.
.
Po politické změně v listopadu 1989 se ujal splnění slibu, který salesiáni dali Panně Marii ve vězení. Slíbili, že po dosažení svobody a obnovení činnosti postaví k její cti v Brně-Žabovřeskách kostel. P. Baran byl hlavním iniciátorem stavby, která byla posvěcena v květnu 1995.
Kromě budování kostela a střediska mládeže se věnoval pastoraci. O víkendech pořádal duchovní obnovy, vedl biblické hodiny, kázal, zpovídal. Každé prázdniny vedl několik turnusů duchovních cvičení pro mládež. 
Zemřel krátce po svých osmdesátinách. Pohřben je na Ústředním hřbitově v Brně. 